# Lijst van voetbalinterlands Chili - Costa Rica (vrouwen)
Deze lijst van voetbalinterlands is een overzicht van alle officiële voetbalinterlands tussen de nationale vrouwenteams van Chili en Costa Rica. De landen hebben tot nu toe drie keer tegen elkaar gespeeld.

## Wedstrijden
| № | Plaats    | Datum            | Competitie                                     | Wedstrijd          | Uitslag |
| - | --------- | ---------------- | ---------------------------------------------- | ------------------ | ------- |
| 1 | Rancagua  | 9 juni 2018      | Vriendschappelijk                              | Chili − Costa Rica | 4 − 0   |
| 2 | Rancagua  | 12 juni 2018     | Vriendschappelijk                              | Chili − Costa Rica | 2 − 2   |
| 3 | São Paulo | 30 augustus 2019 | International Women's Football Tournament 2019 | Costa Rica − Chili | 0 − 1   |

## Samenvatting
| Competitie                                | Totaal gespeeld | Winst Chili | Gelijk | Winst Costa Rica | Doelsaldo Chili – Costa Rica |
| ----------------------------------------- | --------------- | ----------- | ------ | ---------------- | ---------------------------- |
| International Women's Football Tournament | 1               | 1           | 0      | 0                | 1 − 0                        |
| Vriendschappelijk                         | 2               | 1           | 1      | 0                | 6 − 2                        |
| Totaal                                    | 3               | 2           | 1      | 0                | 7 − 2                        |